# Borgunds stavkyrka

Borgunds stavkyrka (bokmål: Borgund stavkirke, nynorska: Borgund stavkyrkje) är en stavkyrka som ligger i orten Borgund i Lærdals kommun i Vestland fylke i västra Norge. Kyrkan är en långkyrka med förhöjt mittrum i både skepp och kor. Kyrkan räknas som den bäst bevarade medeltida stavkyrkan. Som sådan har den också fått stå modell när andra stavkyrkor har restaurerats och den har även replikerats ett flertal gånger bl.a. Gols, Hopperstads och Fantofts stavkyrka. 1782 försökte en sinnesförvirrad kvinna tända eld på stavkyrkan, men en förbipasserande hindrade henne.

## Datering
Kyrkan nämns i skriftliga källor första gången någonstans i mitten av 1350-talet i Bjorgynjar Kalvskinn, ett register över kyrkorna i Bergens biskopsdöme, men den brukar dateras till tiden mellan 1150 och 1200. Dendrokronologisk analys visar att virket i kyrkan har fällts vintern 1180 och kyrkan är troligen byggd under de närmaste åren.